# NASCAR AutoZone Elite Division, Southwest Series
Die NASCAR AutoZone Elite Division, Southwest Series ist eine ehemalige Amateur-Motorsportserie der NASCAR, welche ausschließlich auf kurzen Ovalen im Südwesten der USA fuhr.
Die Serie wurde im Jahre 1985 gegründet, es wurden leichte „Late-Models“ eingesetzt. Am Ende des Jahres 2006 wurde die Serie zusammen mit der NASCAR AutoZone Elite Division, Midwest Series, der NASCAR AutoZone Elite Division, Northwest Series und der NASCAR AutoZone Elite Division, Southeast Series im Zuge der Umgestaltung der Regionalserien der NASCAR aufgelöst.
Momentan sind die größten ausschließlich regional fahrenden Serien der NASCAR die NASCAR Camping World West Series und die NASCAR Camping World East Series.

## Geschichte
Die für Late Model- und später für Super Late Model-Wagen ausgerichtete Serie wurde im Jahre 1986 gegründet. Sie firmierte im Laufe ihrer Geschichte unter verschiedenen Serientiteln. Von 1986 bis 1991 trug sie die Bezeichnung NASCAR Southwest Tour (1986–1991), die sich in den Folgejahren in NASCAR Featherlite Southwest Tour (1992–1997) und NASCAR Featherlite Southwest Series (1998–2003) änderte. Erst in den letzten 3 Jahren firmierte sie unter ihrer letzten Bezeichnung NASCAR AutoZone Elite Division, Southwest Series (2004–2006).
Die Serie veranstaltete Rennen in den nordamerikanischen Bundesstaaten Kalifornien, Nevada, Arizona, Colorado, Utah und New Mexico. Im Laufe der 21-jährigen Geschichte der Serie wurden 340 Rennen ausgetragen, an denen 858 verschiedene Fahrer teilnahmen.

## Serienende
Am Ende des Jahres 2006 wurde die Serie zusammen mit der NASCAR AutoZone Elite Division, Midwest Series, der NASCAR AutoZone Elite Division, Northwest Series und der NASCAR AutoZone Elite Division, Southeast Series im Zuge der Umgestaltung der Regionalserien der NASCAR aufgelöst und in die bereits bestehende ARCA Menards Series West (damals noch als NASCAR West Series bzw. NASCAR Camping World West Series bekannt) integriert, die nun neben der ARCA Menards Series East als höchste regionale Unterserie der landesweit ausgetragenen NASCAR-Top-Serien fungiert. Als einziges Rennen der Southwest-Series wurde eine Runde auf dem Colorado National Speedway in die NASCAR West Series übernommen.

## Champions der Serie
- 2006: Rip Michels
- 2005: Jim Pettit II
- 2004: Jim Pettit II
- 2003: Auggie Vidovich
- 2002: Eddy McKean
- 2001: Craig Raudman
- 2000: Matt Crafton
- 1999: Kurt Busch
- 1998: Steve Portenga
- 1997: Brian Germone
- 1996: Chris Raudman
- 1995: Lance Hooper
- 1994: Steve Portenga
- 1993: Ron Hornaday jr.
- 1992: Ron Hornaday jr.
- 1991: Rick Carelli
- 1990: Doug George
- 1989: Dan Press
- 1988: Roman Calczynski
- 1987: Mike Chase
- 1986: Ron Esau

## Liste der von 2000 bis 2006 genutzten Rennstrecken
| Ort                   | Strecke                          | Summe Rennen | 2006 | 2005 | 2004 | 2003 | 2002 | 2001 | 2000 |
| --------------------- | -------------------------------- | ------------ | ---- | ---- | ---- | ---- | ---- | ---- | ---- |
| Bakersfield (CA)      | Mesa Marin Raceway               | 18           | –    | 3    | 2    | 3    | 4    | 3    | 3    |
| Avondale (AZ)         | Phoenix Raceway                  | 15           | 1    | 2    | 3    | 3    | 2    | 2    | 2    |
| Irvindale (CA)        | Irwindale Speedway               | 14           | 1    | 2    | 1    | 2    | 2    | 3    | 3    |
| Dacono (CO)           | Colorado National Speedway       | 9            | 2    | 2    | 1    | 1    | 1    | 1    | 1    |
| Stockton (CA)         | Stockton 99 Speedway             | 7            | 1    | 2    | 2    | 1    | 1    | –    | –    |
| Sonoma (CA)           | Sonoma Raceway                   | 6            | –    | 1    | 1    | 1    | 1    | 1    | 1    |
| Madera (CA)           | Madera Speedway                  | 5            | –    | –    | 2    | 1    | –    | 1    | 1    |
| El Cajon (CA)         | Cajon Speedway                   | 5            | –    | –    | 1    | 1    | 1    | 1    | 1    |
| Tracy (CA)            | Altamont Speedway Park           | 4            | 2    | –    | –    | –    | 1    | –    | 1    |
| Fountain (CO)         | Pikes Peak International Raceway | 4            | –    | 1    | –    | –    | 1    | 1    | 1    |
| Tucson (AZ)           | Tucson Speedway                  | 4            | –    | –    | 1    | 1    | –    | 1    | 1    |
| Las Vegas (NV)        | Las Vegas Bullring               | 3            | –    | –    | –    | –    | –    | 2    | 1    |
| Anderson (CA)         | Shasta Speedway                  | 2            | 1    | 1    | –    | –    | –    | –    | –    |
| West Valley City (UT) | Rocky Mountain Raceways          | 1            | –    | –    | –    | –    | –    | –    | 1    |
| Los Angeles (CA)      | Los Angeles Street Race Course   | 1            | –    | –    | –    | –    | –    | –    | 1    |
| Alburquerque (NM)     | Sandia Speedway                  | 1            | –    | –    | –    | –    | –    | –    | 1    |